# Liste der Provinzialstraßen in der Provinz Namur
Die Liste der Provinzialstraßen in der Provinz Namur listet die Provinzialstraßen in der belgischen Provinz Namur auf. Diese Straßen werden wegen ihrer Einbeziehung in das belgische Netz der N-Straßen auch als quartäre (= in der vierten Kategorie) Nationalstraßen bezeichnet.

## Provinzziffern
Die Provinzialstraßen werden in Belgien mit dem Buchstaben N und einer dreistelligen Zahl dargestellt. Die erste Ziffer gibt die jeweilige Provinz an. In der Provinz Namur ist dies die Ziffer 9.
Die weiteren Provinzialstraßen tragen in den anderen Provinzen die folgenden Anfangsziffern:
- 1 Antwerpen
- 2 Brabant: Region Brüssel-Hauptstadt sowie Provinzen Flämisch-Brabant und Wallonisch-Brabant
- 3 Westflandern
- 4 Ostflandern
- 5 Hennegau
- 6 Lüttich
- 7 Limburg
- 8 Luxemburg

## Provinzziffer 9
Der Straßenverlauf wird in der Regel von Nord nach Süd und von West nach Ost angegeben.
| Nr.   | Verlauf |
| ----- | --- |
| N 902 | N 988 in Arsimont – N 930 |
| N 904 | – Rhisnes – Saint-Servais – N 934 – in Namur |
| N 905 | N 80 in Namur – N 959 – N 90 in Jambes |
| N 908 | N 96 – N 977 – Staatsgrenze zu Frankreich am südöstlichen Straßenrand – N 40 |
| N 909 | N 96 – Heer – N 989 – Staatsgrenze – (Frankreich) |
| N 910 | N 915 in Mesnil-Saint-Blaise – N 95 – Hulsonniaux – Véves – Celles – N 94 – N 936 in Liroux |
| N 911 | N 40 in Beauraing – Focant – N 94 – Ciergnon – N 918 – N 949 in Rochefort |
| N 912 | (N 912 in der Provinz Hennegau) – Provinzgrenze – N 988 – N 969 – N 98 – Jemeppe-sur-Sambre – N 923 – – N 93 – – Saint-Denis – Meux – – N 942 – Saint-Germain – Longchamps – N 93 in Éghezée                                                                              |
| N 913 | N 935 in Houdremont – Bièvre – N 95 – Bahnhof Graide – N 95 |
| N 914 | (D 31 in Frankreich) – Staatsgrenze – Bohan – N 973 – N 935 – Membre – Vresse-sur-Semois – N 943 – Petit-Fays – Monceau-en-Ardenne – N 95 |
| N 915 | N 97 in Anthée – N 936 – Hastière – Hastière-par-delà – Blaimont – N 989 – Mesnil-Saint-Blaise – N 910 – N 95 |
| N 917 | N 92 in Namur – N 947 in Jambes |
| N 918 | N 929 – N 911 – Villers-sur-Lesse- N 94 |
| N 919 | N 94 – N 982 |
| N 920 | in Couvin – Staatsgrenze – (Frankreich) |
| N 921 | N 643 – Provinzgrenze – (N 921 in der Provinz Lüttich) – Provinzgrenze – – Andenne – N 90 – Coutisse – Ohey – N 698 – N 983 – N 946 – Sorée – N 942 – Emptinal – N 957 in Ciney                                                                                           |
| N 922 | (N 922 in der Provinz Hennegau) – Provinzgrenze – ohne Ort, ohne Abzweig einer klassifizierten Straße – Provinzgrenze – (N 922 in der Provinz Hennegau) – Provinzgrenze – Le Roux – N 930 – Vitrival – N 98 – Fosses-la-Ville – N 988 – Sart-Saint-Laurent – N 940 – N 90 |
| N 923 | N 930 in Jemeppe-sur-Sambre – N 90 – Ham-sur-Sambre – N 988 |
| N 924 | N 984 in Hemptinne – N 643 – Hanret – N 942 – Cognelée – N 91 in Namur |
| N 925 | N 938/N 949 in Leignon – Corbion – N 982 |
| N 928 | N 90 in Floreffe – Buzet – Bois-de-Villers – N 940/N 951 – N 92 in Rivière |
| N 929 | N 40 – Feschaux – N 95 – Houyet – N 94 – N 982 – Mont-Gauthier – N 918 – N 949 – Haversin – – Heure – Baillonville – N 63 – Provinzgrenze – (N 929 in der Provinz Luxemburg)                                                                                              |
| N 930 | N 98 – Auvelais – Sambreville – N 988 – Falisolle – N 902 – N 922 in Vitrival |
| N 931 | N 947 – Mont |
| N 932 | in Fraire – Morialmé – N 975 – Oret – N 574/N 977 – Circuit Jules Tacheny – N 98 – N 951 – Bioul – N 92 in Annevoie-Rouillon |
| N 934 | Émines – Saint-Marc – N 904 in Saint-Servais |
| N 935 | N 95 in Gribelle – Gedinne – N 952 – Louette-Saint-Pierre – Houdremont – N 913 – N 973 – Membre – N 914 – Sugny – Pussemange – Staatsgrenze – (D 979 in Frankreich) |
| N 936 | N 915 in Hastière – Onhaye – N 97 – Dinant – N 96 – N 95 – N 92 – Sorinnes – Taviet – N 97 – N 910 – Achêne – N 938 – N 97 in Ciney |
| N 937 | Yvoir – Evrehalles – Pumode – N 948 – Dorinne – Spontin – N 944 – N 946 – Braibant – Halloy – N 97 in Ciney |
| N 938 | N 936 in Achêne – N 982 – Leignon – N 925 – N 949 – N 957 – Pessoux – Barvaux-Condroz – Maffe – N 983 – N 63 in Méan |
| N 939 | Aublain – Dailly – Boussu-en-Fagne – N 597 – – Mariembourg – Nismes |
| N 940 | N 922 in Sart-Saint-Laurent – N 928/N 951 in Bois-de-Villers |
| N 941 | in Naninne – – Wierde – N 942 (– Abzweig nach Faulx-les-Tombes) – Stru – Haltinne – N 921 |
| N 942 | N 912 – Dhuy – N 91 – Leuze – N 924 – Tillier – – N 80 – Namêche – N 959 – N 941 – Faulx-les-Tombes – Gesves – N 946 – N 921 |
| N 943 | N 914 in Vresse-sur-Semois – N 945 |
| N 944 | N 937 in Spontin – N 946 |
| N 945 | N 95 – Baillamont – Oizy – N 943 – Chairière – Mouzaive – N 819 – Alle – Provinzgrenze – (N 945 in der Provinz Luxemburg) – Staatsgrenze – (D 6 in Frankreich) – Staatsgrenze – ohne Ort, ohne Abzweig einer klassifizierten Straße – Staatsgrenze – (D 6 in Frankreich)  |
| N 946 | N 921 in Sorée – N 942 – Florée – – – N 944 – N 937 in Spontin |
| N 947 | in Namur – Jambes – N 917 – Dave – N 92 – Lustin – N 92 – N 931 – Godinne – Yvoir – N 92 |
| N 948 | N 937 in Dorinne – Loyers – N 92 in Dinant |
| N 949 | N 97 in Ciney – N 938 – Leignon – Chapois – Haid – N 929 – Buissonville – N 911 in Rochefort |
| N 951 | N 92 in Wépion – Vevy Wéron – Bois-de-Villers – N 928/N 940 – Lesve – Saint-Gérard – N 988 – N 932 – Denée – N 971 – N 961 – Ermeton-sur-Biert – N 97 in Morville |
| N 952 | (D 7 in Frankreich) – Staatsgrenze – Willerzie – Rienne – Gedinne – N 935 – N 95 – N 835 |
| N 953 | N 983 – Somme-Leuze – Provinzgrenze – (N 953 in der Provinz Luxemburg) – Provinzgrenze – N 63 |
| N 957 | N 921 in Ciney – N 97 – N 938 in Pessoux |
| N 958 | in Suarlée – N 93 – Floriffoux – N 90 |
| N 959 | N 905 in Namur – Beez – N 992 – N 942 in Namêche |
| N 961 | N 951 in Ermeton-sur-Biert – Maredret – N 971 in Maredsous |
| N 963 | N 99 in Treignes – Staatsgrenze – (D 47 in Frankreich) |
| N 964 | in Couvin – Cul-des-Sarts – N 589 – Staatsgrenze – (D 32 in Frankreich) |
| N 967 | N 90 in Namur – N 92 in Namur |
| N 969 | N 98 – Velaine-sur-Sambre – N 912 |
| N 971 | N 951 in Denée – N 961 – Maredsous – Sosoye – Foy – N 96 in Anhée |
| N 973 | N 935 – N 914 in Bohan |
| N 975 | (N 975 in der Provinz Hennegau) – Provinzgrenze – Hanzinne – Hanzinelle – N 932 – Morialmé – Florennes – N 977 in Corenne |
| N 977 | R 932 – N 98 – Stave – Corenne – N 975 – N 97 – Rosée – Gochenée – Agimont – N 908 |
| N 978 | (N 978 in der Provinz Hennegau) – Provinzgrenze – Tarcienne – Somzée – – Chastrès – Pry – Walcourt – N 40 – Silenrieux – N 589 – Cerfontaine – |
| N 981 | (Frankreich) – Staatsgrenze – Felenne – Winenne – N 40 in Beauraing |
| N 982 | N 949 – Barcenal – N 938 – N 925 – N 919 – – Custinne – N 929 in Vér |
| N 983 | N 921 in Ohey – Évelette – N 97 – Havelange – Maffe – N 938 – N 63 – N 953 – Provinzgrenze – (N 983 in der Provinz Luxemburg) |
| N 984 | N 624 in Branchon – N 924 – Hemptinne – N 643 in Forville |
| N 988 | (N 988 in der Provinz Hennegau) – Provinzgrenze – N 912 – N 90 – Tamines – N 930 – Arsimont – N 902 – N 98 – N 923 – Fosses-la-Ville – N 922 – Gônoy – N 951 in Saint-Gérard                                                                                              |
| N 989 | N 909 in Heer – N 915 – N 95 in Falmignoul |
| N 990 | N 99 in Olloy-sur-Viroin – Oignies-en-Thiérache – Staatsgrenze – (D 7 in Frankreich) |
| N 991 | N 624 in Olloy-sur-Viroin – N 91 in Éghezée |
| N 992 | N 80 in Gelbressée – N 959 |

## Provinzziffern 2, 5, 6 und 8
Der Straßenverlauf wird in der Regel von Nord nach Süd und von West nach Ost angegeben.
| Nr.   | Verlauf |
| ----- | --- |
| N 273 | (N 273 in Brabant) – Provinzgrenze – Sombreffe – N 93 – Ligny – N 29/N 98                                                      |
| N 573 | (N 573 in der Provinz Hennegau) – Provinzgrenze – Biesme – N 574 – N 98 in Mettet                                              |
| N 574 | (N 574 in der Provinz Hennegau) – Provinzgrenze – N 573 – Biesme – Oret – N 932                                                |
| N 589 | (N 589 in der Provinz Hennegau) – Provinzgrenze – N 964                                                                        |
| N 624 | N 91 in Neuville-sur-Mehaigne – N 991 – Branchon – (N 624 in der Provinz Lüttich)                                              |
| N 638 | N 63 in Méan – Bonsin – Provinzgrenze – (N 638 in der Provinz Lüttich)                                                         |
| N 643 | N 91 in Éghezée – Hanret – N 924 – N 984 – Forville – Bierwart – N 80 – N 921 – Provinzgrenze – (N 643 in der Provinz Lüttich) |
| N 698 | (N 698 in der Provinz Lüttich) – Provinzgrenze – Perwez – Haillot – N 921 in Ohey                                              |
| N 803 | N 86 in Rochefort – N 889/N 899 – Provinzgrenze – (N 803 in der Provinz Luxemburg)                                             |
| N 819 | N 945 in Alle – Provinzgrenze – (N 819 in der Provinz Luxemburg)                                                               |
| N 835 | (N 835 in der Provinz Luxemburg) – Provinzgrenze – N 952 – N 95 in Gribelle                                                    |
| N 836 | in Marche-en-Famenne – Provinzgrenze – (N 836 in der Provinz Luxemburg)                                                        |
| N 853 | N 95 – Provinzgrenze – (N 853 in der Provinz Luxemburg)                                                                        |
| N 889 | N 803/N 889 – Provinzgrenze – (N 889 in der Provinz Luxemburg)                                                                 |
| N 899 | N 803/N 889 – Provinzgrenze – (N 899 in der Provinz Luxemburg)                                                                 |